# Irina Krutschinkina
Irina Jurjewna Krutschinkina (belarussisch Ірына Кручынкіна, russisch Ирина Юрьевна Кручинкина, * 28. März 1995 in Smolny) ist eine belarussische Biathletin russischer Herkunft. Nachdem sie sich nicht für den russischen Nationalkader qualifiziert hatte, wechselte Krutschinkina 2018 die Staatsbürgerschaft und ist seit der Saison 2018/19 Bestandteil des belarussischen Teams im Biathlon-Weltcup. Sie ist die Zwillingsschwester von Jelena Krutschinkina, die ebenfalls eine Biathlonkarriere verfolgt.

## Laufbahn
Irina Krutschinkina stammt aus der russischen Republik Mordwinien. Als Nachwuchsbiathletin gehörte sie dem russischen Junioren-Nationalteam an  Im Winter 2015/16 startete sie in Wettkämpfen des erstmals ausgetragenen IBU-Junior-Cups und erreichte in Lenzerheide den zweiten Platz. Obwohl ihr die Trainer gute körperliche Ausgangsbedingungen bescheinigten, gelang es Krutschinkina nicht, sich für den russischen Nationalkader im Erwachsenenbereich zu qualifizieren.
Im Oktober 2018 wechselte Krutschinkina die Staatsbürgerschaft und trat mit der ausdrücklichen Zustimmung des russischen Verbands ab der Saison 2018/19 für das belarussische Biathlonteam an. Mit der gleichzeitigen Aufnahme Irina Krutschinkinas und ihrer Zwillingsschwester Jelena schloss die belarussische Mannschaft die Lücke, die sich nach den Rücktritten von Darja Domratschawa, Nadseja Skardsina und Nadseja Pissarawa aufgetan hatte. Im Weltcup debütierte Jelena Krutschinkina im Dezember 2018 mit einem 44. Rang beim Sprint von Pokljuka. Beide Krutschinkina-Schwestern zählten (neben Iryna Kryuko sowie Dsinara Alimbekawa) zum belarussischen Aufgebot für die Weltmeisterschaften 2019 in Östersund. In der Frauenstaffel lief das Quartett auf den elften Rang, im Verfolgungsrennen erzielte sie ihre beste Saisonleistung als 22. der Verfolgung. In den anderen Einzelrennen kam Irina Krutschinkina jeweils auf der  Position 50 ein.
In der gleichen Saison erzielte sie im IBU-Cup 2018/19 in Idre im Sprint den 2. Platz.
Krutschinkinas Trefferquote von 71 Prozent im Winter 2019/20 lag deutlich unter den Schießleistungen der besten Athletinnen. 

## Bilanz

### Platzierungen im Biathlon-Weltcup
Die Tabelle zeigt alle Platzierungen (je nach Austragungsjahr einschließlich Olympische Spiele und Weltmeisterschaften).
- 1.–3. Platz: Anzahl der Podiumsplatzierungen
- Top 10: Anzahl der Platzierungen unter den ersten zehn (einschließlich Podium)
- Punkteränge: Anzahl der Platzierungen innerhalb der Punkteränge (einschließlich Podium und Top 10)
- Starts: Anzahl gelaufener Rennen in der jeweiligen Disziplin
- Staffel: inklusive Mixed- und Single-Mixed-Staffeln

| Platzierung               | Einzel | Sprint | Verfolgung | Massenstart | Staffel | Gesamt |
| ------------------------- | ------ | ------ | ---------- | ----------- | ------- | ------ |
| 1. Platz                  |        |        |            |             |         |        |
| 2. Platz                  |        |        |            |             |         |        |
| 3. Platz                  |        |        |            |             |         |        |
| Top 10                    |        |        |            |             | 4       | 4      |
| Punkteränge               |        | 2      | 1          |             | 9       | 12     |
| Starts                    | 8      | 20     | 6          |             | 9       | 43     |
| Stand: Saisonende 2021/22 |        |        |            |             |         |        |

### Biathlon-Weltmeisterschaften
Ergebnisse bei Weltmeisterschaften:
| Weltmeisterschaft | Weltmeisterschaft | Einzelwettbewerbe | Einzelwettbewerbe | Einzelwettbewerbe | Einzelwettbewerbe | Staffelwettbewerbe | Staffelwettbewerbe | Staffelwettbewerbe   |
| Jahr              | Ort               | Sprint            | Verfolgung        | Einzel            | Massenstart       | Frauenstaffel      | Mixedstaffel       | Single-Mixed-Staffel |
| ----------------- | ----------------- | ----------------- | ----------------- | ----------------- | ----------------- | ------------------ | ------------------ | -------------------- |
| 2019              | Östersund         | 50.               | 22.               | 50.               | –                 | 11.                | -                  | –                    |
| 2020              | Antholz           | -                 | -                 | 88.               | –                 | -                  | -                  | –                    |